# PK shampoo
PK shampoo（ピーケーシャンプー）は、2018年より活動する日本のロックバンド。関西大学の音楽サークルのメンバーであった4人で結成された。

## 概要
PK shampooは、同じ大学の音楽サークルに在籍していた4人で結成されたロックバンド。
グループ名はRadioheadの「Ok Computer」のようなアルファベット2つと英単語1つの組み合わせを採用する方針で、『MOTHER2 ギーグの逆襲』に登場する必殺技の「PK 〇〇」という文字列、『らんま1/2』の登場キャラクターシャンプーの名前を拝借、ヤマトパンクスによって名づけられた。

## メンバー

### ヤマトパンクス
ボーカル、 ギタリスト。大阪府高槻市出身茨木市育ち。1994年7月12日生まれ。関西大学文学部哲学倫理学専修卒業。身長178cm。
- バンドの楽曲の作詞、作曲を主導している。また、作品のアートワークや一部のグッズのデザインも担当している[4]。
- 中高と帰宅部で音楽に興味はあったが熱心ではなく、大学では立川談志に憧れて落研に入ろうと考えていたが肌に合わず挫折。偶然勧誘された軽音サークルに入部してベースを弾き始めたのがバンドを始めたきっかけである。
- PK shampoo結成以前は2016年結成のパンクバンド「トラッシュノイズ」にてギターボーカルを担当していた。2018年に解散。
- 大学時代にアルコール性肝疾患によって入院していた経験がある[5]。
- 過度の連続飲酒の影響で大学を6年半かけて卒業した[6]
- コロナ禍でステイホームを求められたことに反発し、引っ越し先を決めないままマンションを退去しホームレスになった経験がある[7]。
- 大学時代、左手小指を骨折するも極度の連続飲酒状態にあったため通院できず、骨が外側に大きく曲がったまま完治、以来ギタープレイにおいてセブンスコードを多用するようになった[8]
- ラジオMC、またニュース番組のコメンテーター等として複数番組に出演している。『Abema Prime NEWS』『A Music Chance』（MBSラジオ）、『ヤマトパンクスの銀河巡礼概論』（GERA放送局）その他多数[9]。
- 幼少期に両親が離婚し、実の母親とはのちに死別したため、血のつながった父親との記憶や接点がほとんどなかった。しかし2023年春、ヤマトパンクスの父親が『探偵!ナイトスクープ』（朝日放送テレビ）に「息子の名前を検索したところ、ロックバンドのボーカルとして活動していた」と投稿。番組を通して24年ぶりに実の父親と再会した。

### 福島カイト
- ギタリスト。大阪府高槻市出身。本名は福島開人。1996年11月26日生まれ。
- 高校時代はtkXtk（テケテケ）というバンドで活動し、PK shampooでの活動以前はザコネというバンドのフロントマンを担っていた。常にサングラスを着用しており、絶対音感を持っている。

### ニシオカケンタロウ
- ベーシスト。1995年4月30日生まれ。
- 通称「にしけん」。PK Shampoo結成前は「トラッシュノイズ」にてギターを担当していた。
- 元々ベーシストであったが、トラッシュノイズを結成した際にギターが居なかったためヤマトパンクスにギターを弾かされていた。PK Shampooの結成時、彼よりギターの上手い福島カイトが加入したためベーシストに戻っている[3]。

### カズキ
ドラマー。1995年9月11日生まれ。
- 本人はステージネームとして「アンドレ・ザ・ギガジャイアント」を名乗っているが、公式表記には本名のカズキが用いられている。
- モトリー・クルーとアメリカを好む[3]。趣味はスケートボード、スノーボード、遊戯王。スケートボードが原因で全治約3ヶ月の右脛骨・腓骨近位端骨折、右脛骨近位前十字靭帯性裂離骨折を経験し、治療の間はライブ活動を休止していた。

## 来歴

### 結成
2017年、実質的な前身バンドに当たるトラッシュノイズが解散。前身時代からのメンバーであるヤマトパンクス、にしけんに加え大学の後輩であった福島カイト、カズキを迎え、PK shampooが結成された。

### 2018年
3月：大阪、京都を中心に活動を開始。
9月：TOKYO CALLING 2018に出演。
10月：デモ音源「星/京都線」を500枚限定でリリースし、2週間足らずで完売。
11月：デモ音源収録曲含む5曲を収録したミニアルバム『Kanzakigawa E.P』をリリース。
12月：フジテレビ系列『Love music』にて特集が組まれる。

### 2019年
2月：十三FANDANGOにて初の自主企画ライブイベント「BLUE SCREEN」をかねてから親交のあったHue's、CRYAMYの2組を招き開催。
3月：ポニーキャニオンの主催する隔月開催のライブイベント「ONE NIGHT STAND」の第1弾公演のホストアーティストとして出演。
7月：1st Single「奇跡」をリリース。リリースを記念して東名阪ライブツアー「海までの道」を開催。各公演チケット完売。
10月：CRYAMYとのスプリットツアーを開催。
12月：心斎橋ANIMAにて、ゲストにINNOSENT in FORMAL、Hue’sを迎えて、自主企画イベント「BLUE SCREEN」の第2弾を開催。

### 2020年
5月：コロナ禍でありながら、2019年末に発表されていたリリースを決行。2nd Single「新世界望遠圧縮」発売。ラジオアプリ・GERAにて番組「ヤマトパンクスの銀河巡礼概論」放送開始。
6月：オンラインライブ「From World Wide Web」を開催。その中でサブスク解禁を発表。
7月：1日を以てサブスクリプションでのリリースを解禁し、「Kanzakigawa E.P」に2曲を追加した「Kanzakigawa E.P +2」をサブスクリプションサービス限定リリース。

### 2021年
2月から4月にかけて、約1年延期した「新世界望遠圧縮」リリースツアー「銀河巡礼」を開催。追加公演を含む7会場を全公演即完売。
7月：1年3か月振りのシングル「市營葬儀」をリリース。
8月：心斎橋BIGCAT、名古屋CLUB QUATTRO、恵比寿LIQUIDROOMにて東名阪ワンマンツアー「葬列」を開催。各公演完売。
11月：1stフルアルバム『PK shampoo.wav』をリリース。無所属・ノンプロモーションながらオリコンランキング16位を獲得。リリース記念ワンマンライブ「HELLO my name is PK shampoo」をバンドの結成地でもある関大前TH-Rホールおよび新木場USEN STUDIO COASTにて開催。各公演完売。
12月:『PK shampoo.wav』のリリースを記念して音楽ナタリーにて、『チ。-地球の運動について-』で知られる漫画家・魚豊と対談を行う。PK shampooと漫画『チ。-地球の運動について-』のコラボグッズの受注販売がスタートした。

### 2022年
1月から4月にかけて、前年リリースのアルバム『PK shampoo.wav』のリリースを記念したツアー「PK shampoo.tour 2022」を開催。
7月：初となる映像作品「PK shampoo mov.」をリリース。
8月：Winners、金属バットをゲストに招いて自主企画「BLUE SCREEN」の第3弾を美園ユニバースにて開催。「BLUE SCREEN」は約2年ぶりの開催となった。
10月：新たに立ち上げた自主企画2マンライブ「FIRE WALL」を開催。ゲストにはa flood of circleとドミコを招いた。

### 2023年
1月：新曲「S区宗教音楽公論」のMVを公開。
2月：東名阪ツアー「Don't Trust PK shampoo」を開催。最終公演で物販の収益を何者かに盗まれる。
6月：EP『Pencil Rocket Opera E.P』をリリース。リリースツアー「Pencil Rocket Opera」を開催。最終公演は自信初となる大阪城音楽堂にて開催された。同公演内でメジャーデビューを発表。
11月：新宿・歌舞伎町エリアにて、自身初となるサーキットイベント「PSYCHIC FES」を開催。全4会場、28組のアーティストが出演した
12月：日本コロムビアより『再定義 E.P』にてメジャーデビュー。12月から2024年2月にかけてリリースツアー「再思三考」を開催。

### 2024年
2023年12月から2月にかけて、『再定義 E.P』リリースツアー「再思三考」を開催。4月には、追加公演として、広島にてフリーライブ「再思四考」を開催。
6月：自主企画「FIRE WALL」の第2弾を、ゲストにchelmico、小山田壮平をゲストに迎えて開催した。
7月：メジャー2nd EP『輝くもの天より堕ち』リリース。
8月：「PSYCHIC FES 2024」を大阪・心斎橋エリアにて開催。全6会場、全43組のアーティストが出演した。
9月から10月にかけて、「輝くもの天より堕ち」リリースツアー「A Day to Remember」を開催。

## ディスコグラフィ

### ミュージック・ビデオ
| 公開日     | 曲名                     | リンク      | 監督           | 備考                   |
| ---------- | ------------------------ | ----------- | -------------- | ---------------------- |
| 2018/04/11 | 星                       | [ 動画 1 ]  | 不明           |                        |
| 2018/08/27 | 京都線                   | [ 動画 2 ]  | 不明           |                        |
| 2018/09/10 | 空のオルゴール           | [ 動画 3 ]  | 不明           |                        |
| 2018/11/04 | 神崎川                   | [ 動画 4 ]  | God Sugimoto   |                        |
| 2019/08/14 | 奇跡                     | [ 動画 5 ]  | 不明           |                        |
| 2020/04/02 | 夜間通用口               | [ 動画 6 ]  | Takasuke Kato  |                        |
| 2020/04/11 | 3D/Biela                 | [ 動画 7 ]  | サトウミズキ   |                        |
| 2021/12/25 | 零点振動                 | [ 動画 8 ]  | NANON          | 初となるリリックビデオ |
| 2023/01/26 | S区宗教音楽公論          | [ 動画 9 ]  | 不明           |                        |
| 2023/06/14 | SSME                     | [ 動画 10 ] | 不明           |                        |
| 2023/12/06 | 死がふたりを分かつまで   | [ 動画 11 ] | ヤマトパンクス | 主演:ヤマトパンクス    |
| 2024/02/09 | あきらめのすべて         | [ 動画 12 ] | 不明           |                        |
| 2024/07/31 | 天使になるかもしれない   | [ 動画 13 ] | 加藤マニ       |                        |
| 2024/08/26 | 夏に思い出すことのすべて | [ 動画 14 ] | 不明           |                        |

## タイアップ
| 使用年 | 曲名 | タイアップ                                                       |
| ------ | ---- | ---------------------------------------------------------------- |
| 2025年 | 星   | 舞台『チ。-地球の運動について-』オフィシャルプロモーションソング |